# Daniel Dumbrăvanu
Daniel Dumbrăvanu (Bălți, 22 luglio 2001) è un calciatore moldavo, difensore del CFR Cluj.

## Caratteristiche tecniche
È un difensore centrale.

## Carriera

### Club
Cresciuto nel settore giovanile dello Zarea Bălți, Dumbrăvanu debutta in prima squadra il 27 giugno 2017, in occasione dell'incontro di Divizia Națională vinto per 3-0 contro lo Zimbru Chișinău.
Nell'estate del 2018, viene acquistato dal Genoa, che lo impiega nella formazione Primavera, cedendolo poi in prestito al Pescara per sei mesi ad inizio 2020: tuttavia, poco tempo dopo, lo scoppio della pandemia da COVID-19 costringe la federazione a sospendere, fra le altre, anche tutte le competizioni giovanili.
Terminato il prestito in Abruzzo, Dumbrăvanu torna al Grifone, con cui ha l'opportunità di debuttare ufficialmente il 13 gennaio 2021, giocando da titolare l'incontro di Coppa Italia perso per 3-2 contro la Juventus.
Il 14 agosto 2021, il difensore moldavo viene ceduto in prestito alla Lucchese, in Serie C, al fine di intraprendere la sua prima vera e propria esperienza fra i professionisti. Tuttavia, avendo trovato poco spazio in Lucchesia sistemazione nella sessione di mercato invernale: infatti, il 29 gennaio 2022, viene ufficializzato il suo passaggio in prestito al Siena.
Rimasto svincolato al termine della stagione, il 12 luglio 2022 Dumbrăvanu si unisce ufficialmente alla SPAL, che contestualmente lo cede in prestito ai ciprioti dell'APOEL. Tuttavia, non avendo trovato alcun spazio nel club di Nicosia, il 31 gennaio 2023 il prestito del difensore viene ufficialmente interrotto.

### Nazionale
Dopo aver rappresentato la Moldavia a livello giovanile, con le formazione Under-17 e Under-21, nel marzo del 2021 Dumbrăvanu viene convocato per la prima volta in nazionale maggiore, con cui fa il suo esordio il 31 marzo 2021, scendendo in campo nell'incontro di qualificazione per i Mondiali 2022 contro Israele.

## Statistiche

### Presenze e reti nei club
Statistiche aggiornate al 17 maggio 2025.
| Stagione        | Squadra         | Campionato      | Campionato | Campionato | Coppe nazionali | Coppe nazionali | Coppe nazionali | Coppe continentali | Coppe continentali | Coppe continentali | Altre coppe | Altre coppe | Altre coppe | Totale | Totale | Totale |
| Stagione        | Squadra         | Comp            | Pres       | Reti       | Comp            | Pres            | Reti            | Comp               | Pres               | Reti               | Comp        | Pres        | Reti        | Pres   | Reti   |        |
| --------------- | --------------- | --------------- | ---------- | ---------- | --------------- | --------------- | --------------- | ------------------ | ------------------ | ------------------ | ----------- | ----------- | ----------- | ------ | ------ | ------ |
| 2018            | Zarea Bălți     | DN              | 2          | 0          | CM              | 0               | 0               | UEL                | 2                  | 0                  |             | -           | -           | 4      | 0      |        |
| 2020-2021       | Genoa           | A               | 0          | 0          | CI              | 1               | 0               |                    | -                  | -                  |             | -           | -           | 1      | 0      |        |
| 2021-gen. 2022  | Lucchese        | C               | 4          | 0          | CI-C            | 0               | 0               |                    | -                  | -                  |             | -           | -           | 4      | 0      |        |
| gen.-giu. 2022  | Siena           | C               | 12         | 0          | CI-C            | -               | -               | -                  | -                  | -                  | -           | -           | -           | 12     | 0      |        |
| 2022-2023       | APOEL           | A               | 0          | 0          | CC              | 0               | 0               | UECL               | 0                  | 0                  | -           | -           | -           | 0      | 0      |        |
| 2023-gen. 2024  | SPAL            | C               | 0          | 0          | CI-C            | 1               | 0               | -                  | -                  | -                  | -           | -           | -           | 1      | 0      |        |
| gen.-giu. 2024  | Messina         | C               | 14         | 0          | CI-C            | 0               | 0               | -                  | -                  | -                  | -           | -           | -           | 14     | 0      |        |
| 2024-gen. 2025  | Lucchese        | C               | 6          | 0          | CI-C            | 0               | 0               | -                  | -                  | -                  | -           | -           | -           | 6      | 0      |        |
| gen.-giu. 2025  | Messina         | C               | 11+2       | 0          | CI-C            | 0               | 0               | -                  | -                  | -                  | -           | -           | -           | 13     | 0      |        |
| 2025-2026       | CFR Cluj        | L1              | -          | -          | CR              | -               | -               | UEL                | -                  | -                  | SR          | -           | -           | -      | -      |        |
| Totale Messina  | Totale Messina  | Totale Messina  | 25+2       | 0          |                 | 0               | 0               |                    | -                  | -                  |             | -           | -           | 27     | 0      |        |
| Totale carriera | Totale carriera | Totale carriera | 49+2       | 0          |                 | 2               | 0               |                    | 2                  | 0                  |             | -           | -           | 55     | 0      |        |

### Cronologia presenze e reti in nazionale
| Cronologia completa delle presenze e delle reti in nazionale ― Moldavia | Cronologia completa delle presenze e delle reti in nazionale ― Moldavia | Cronologia completa delle presenze e delle reti in nazionale ― Moldavia | Cronologia completa delle presenze e delle reti in nazionale ― Moldavia | Cronologia completa delle presenze e delle reti in nazionale ― Moldavia | Cronologia completa delle presenze e delle reti in nazionale ― Moldavia | Cronologia completa delle presenze e delle reti in nazionale ― Moldavia | Cronologia completa delle presenze e delle reti in nazionale ― Moldavia |
| Data                                                                    | Città                                                                   | In casa                                                                 | Risultato                                                               | Ospiti                                                                  | Competizione                                                            | Reti                                                                    | Note                                                                    |
| ----------------------------------------------------------------------- | ----------------------------------------------------------------------- | ----------------------------------------------------------------------- | ----------------------------------------------------------------------- | ----------------------------------------------------------------------- | ----------------------------------------------------------------------- | ----------------------------------------------------------------------- | ----------------------------------------------------------------------- |
| 31-3-2021                                                               | Chișinău                                                                | Moldavia                                                                | 1 – 4                                                                   | Israele                                                                 | Qual. Mondiali 2022                                                     | -                                                                       | 80’                                                                     |
| 6-6-2021                                                                | Chișinău                                                                | Moldavia                                                                | 1 – 0                                                                   | Azerbaigian                                                             | Amichevole                                                              | -                                                                       | 90+1’                                                                   |
| 24-3-2022                                                               | Chișinău                                                                | Moldavia                                                                | 1 – 2                                                                   | Kazakistan                                                              | UEFA Nations League 2020-2021 - Play-out                                | -                                                                       |                                                                         |
| 16-11-2022                                                              | Chișinău                                                                | Moldavia                                                                | 1 – 2                                                                   | Azerbaigian                                                             | Amichevole                                                              | -                                                                       |                                                                         |
| 20-11-2022                                                              | Chișinău                                                                | Moldavia                                                                | 0 – 5                                                                   | Romania                                                                 | Amichevole                                                              | -                                                                       | 46’                                                                     |
| 9-6-2025                                                                | Reggio Emilia                                                           | Italia                                                                  | 2 – 0                                                                   | Moldavia                                                                | Qual. Mondiali 2026                                                     | -                                                                       |                                                                         |
| Totale                                                                  |                                                                         | Presenze                                                                | 6                                                                       |                                                                         | Reti                                                                    | 0                                                                       |                                                                         |